# Melittia lentistriata
Melittia lentistriata là một loài bướm đêm thuộc họ Sesiidae. Nó được tìm thấy ở Malawi, Kenya và Zimbabwe.